# Bulbophyllum macranthum
Bulbophyllum macranthum är en orkidéart som beskrevs av John Lindley. Bulbophyllum macranthum ingår i släktet Bulbophyllum och familjen orkidéer. Inga underarter finns listade i Catalogue of Life.

## Bildgalleri

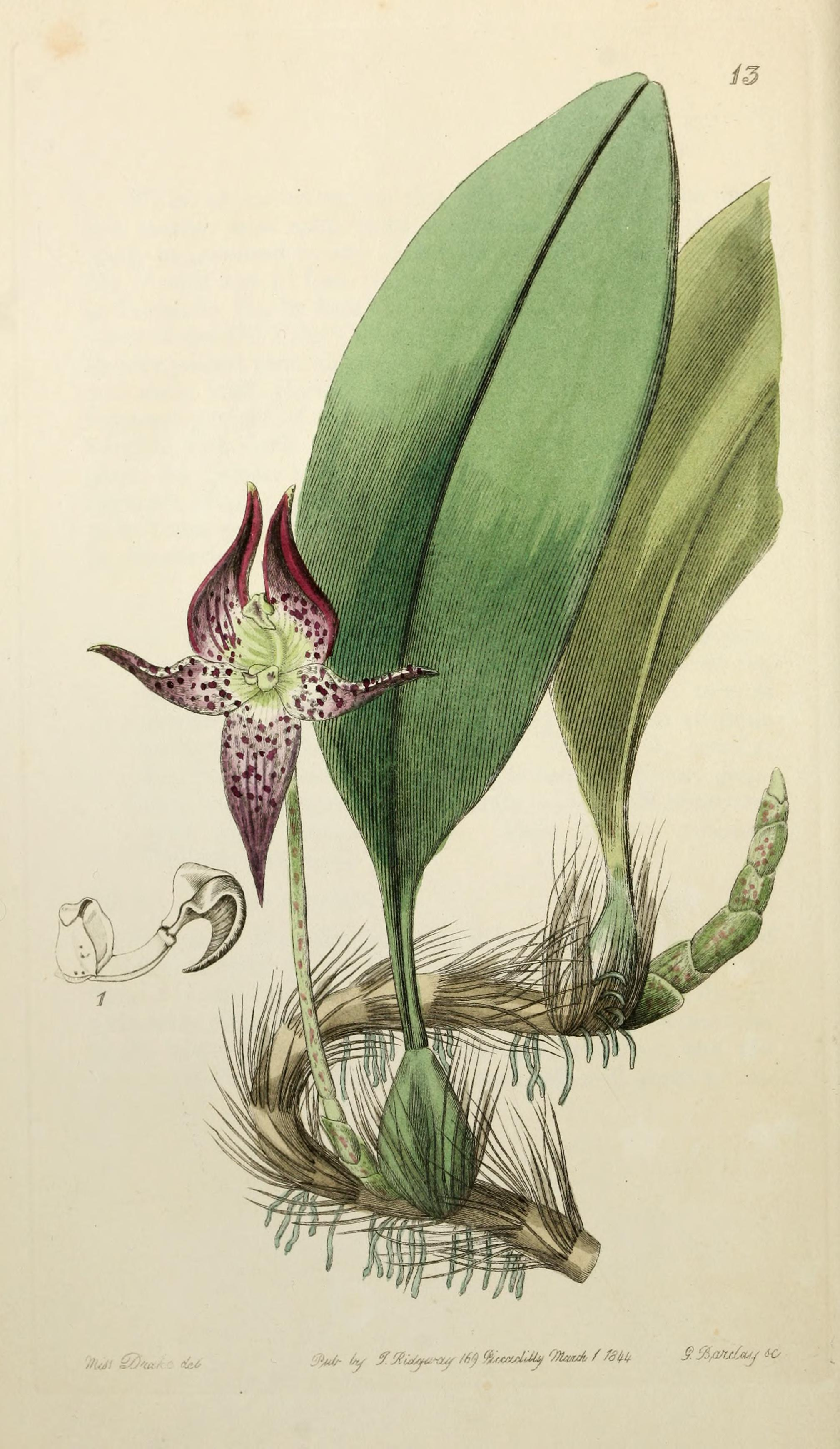